# Der Kommissar
Der Kommissar ist der Titel einer deutschen Fernsehkrimiserie aus den Jahren 1969 bis 1976 mit Erik Ode in der Titelrolle. Sie wurde von Herbert Reinecker geschrieben, spielte in München und Umgebung.

## Inhalt
Die insgesamt 97 Folgen der in München gedrehten, auf 35-mm-Film produzierten Serie wurden vom 3. Januar 1969 bis 30. Januar 1976 erstmals im ZDF ausgestrahlt. Die Dreharbeiten begannen im Frühjahr 1968. Die erste fertiggestellte Folge, Das Messer im Geldschrank, wurde als zweite ausgestrahlt, die zweite zuerst. Bemerkenswert ist, dass Kommissar Keller, dargestellt von Erik Ode, seinen ersten Fall vom Krankenbett aus löste. Obwohl das ZDF bereits 1967 das Farbfernsehen eingeführt hatte, wurde die Serie bis zuletzt in Schwarzweiß gedreht.
Der Kommissar folgte fast unmittelbar auf eine ältere ZDF-Krimiserie, Das Kriminalmuseum, in der auch Erik Ode dreimal als Ermittler zu sehen war und die ebenfalls von Helmut Ringelmann produziert wurde.
In den von Regisseuren wie Wolfgang Staudte und Zbyněk Brynych oft mit experimentierfreudiger Kamera inszenierten Geschichten von Morden und polizeilicher Ermittlungsarbeit ist heute besonders das Zeitkolorit ein interessanter Aspekt. Viele gesellschaftliche Themen wurden angesprochen, etwa Generationenkonflikte und Drogenkonsum. Auch der Wandel der Jugendkultur (Hippietum, Beatmusik, Diskotheken) wurde in der Serie reflektiert.
Obwohl die Geschichten in München spielen, sprechen die Darsteller meist Hochdeutsch, gelegentlich mit mundartlicher Färbung, jedoch sehr selten Bairisch. Im Vergleich zur heutigen Fernsehwelt fällt der regelmäßige Alkohol- und Tabakkonsum der Protagonisten auf, der die gesellschaftliche Realität der Zeit widerspiegelt. Dem Kommissar wurde, ebenfalls zeittypisch, von drei männlichen Ermittlern assistiert. Nur in den ersten 26 Folgen war in Person der Kriminalassistentin Helga Lauer auch eine Frau an den Ermittlungen beteiligt, während ihre Kollegin, die Sekretärin Rehbein, bis zum Serienende vorwiegend Vorzimmeraufgaben erfüllte. In unregelmäßigen Abständen trat die Ehefrau von Kommissar Keller in Erscheinung; einmal löste sie einen Kriminalfall. Oft war nur ihr Foto auf dem Schreibtisch Kellers zu sehen. Private Verstrickungen der Ermittler spielten im Gegensatz zu vielen Krimiserien heutiger Prägung (bis auf wenige Szenen im Hause Keller mit ihm und seiner Ehefrau) keine Rolle; die Mitarbeiter und Mitarbeiterinnen des von Keller geleiteten Kommissariats schienen allesamt ledig.

## Besetzung
- Erik Ode als Kommissar Herbert Keller
- Günther Schramm als Inspektor Walter Grabert
- Reinhard Glemnitz als Inspektor Robert Heines
- Fritz Wepper als Kriminalhauptmeister Harry Klein (bis Folge 71, später Assistent von Horst Tappert in 281 Folgen Derrick)
- Elmar Wepper als Kriminalhauptmeister Erwin Klein (ab Folge 71, als Nachfolger seines Bruders Fritz bzw. seines Serienbruders Harry)

ferner:
- Emely Reuer als Kriminalassistentin Helga Lauer (bis Folge 26)
- Helma Seitz als Kriminalassistentin Käthe Rehbein („Rehbeinchen“) (außer in zwanzig Episoden)
- Rosemarie Fendel als Franziska Keller, Gattin des Kommissars (unregelmäßig in frühen Episoden)

## Regie
Regie in den 97 Folgen führten:
- 27 Folgen:  Theodor Grädler
- 18 Folgen: Wolfgang Becker
- 12 Folgen: Wolfgang Staudte
- 8 Folgen: Dietrich Haugk
- 6 Folgen: Michael Braun
- 4 Folgen: Zbyněk Brynych, Jürgen Goslar
- 3 Folgen: Helmuth Ashley, Erik Ode, Georg Tressler
- 1 Folge:  Ullrich Haupt, Helmut Käutner, Michael Kehlmann, Leopold Lindtberg, Charles Regnier, Gottfried Reinhardt, Johannes Schaaf, Michael Verhoeven, Alfred Weidenmann

Bei 79 der 97 Folgen fungierte Rolf Kästel als Kameramann. Der verantwortliche Szenenbildner war in allen 97 Folgen Wolf Englert.

## Musik
Herbert Jarczyk komponierte die Titelmelodie, nach dessen Tod 1968 sorgte Peter Thomas für die musikalische Untermalung. Auch die Popmusik der Zeit wird als musikalischer Hintergrund benutzt. Die Werbewirksamkeit dieser Einsätze blieb der Plattenindustrie nicht verborgen, und so wurden in späteren Folgen Interpreten gezielt vermarktet, so z. B. in Folge 60 die Les Humphries Singers. In Folge 39 (Als die Blumen Trauer trugen) wird mehrfach das Lied Du lebst in Deiner Welt der Schlagersängerin Daisy Door gespielt. In den folgenden drei Monaten wurden davon mehr als 500.000 Schallplatten verkauft und machten die Sängerin bundesweit bekannt.

### Sonstiges
Die Neue-Deutsche-Welle-Gruppe The Wirtschaftswunder machten aus der Musik zur Fernsehserie sowie Gesprächsfetzen 1980 das Stück Der Kommissar.

## Gastauftritte
Viele bekannte Schauspieler wirkten in tragenden Rollen in einzelnen Folgen mit, so zum Beispiel Curd Jürgens, Lilli Palmer, Peter van Eyck, Maria Schell, Marianne Hoppe, Will Quadflieg, Elisabeth Flickenschildt, Martin Held, Paul Hubschmid, Hellmut Lange, Harald Leipnitz, Helmuth Lohner, Rudolf Platte, Käthe Gold, Charles Regnier, Günter Ungeheuer, Monika Peitsch, Walter Rilla, Hilde Hildebrand, Hans Caninenberg, Boy Gobert, Walter Sedlmayr, Peter Fricke, Ernst Schröder, Udo Vioff, Peter Pasetti, Horst Frank, René Deltgen, Hansi Jochmann, Maria Becker, Klausjürgen Wussow, Gisela Uhlen, Josef Meinrad, Ruth Drexel, Marianne Koch, Ruth Maria Kubitschek, Johanna von Koczian, Agnes Fink, Walter Giller, Bernhard Wicki, Johannes Heesters, Heinz Bennent, Arthur Brauss, Curt Bois, Brigitte Horney, Herbert Fleischmann, Ursula Lingen, Klaus Herm, Peter Vogel, Heinz Reincke, Herbert Bötticher, Klaus Schwarzkopf, Rose Renée Roth, Peter Chatel, Ellen Umlauf, Karl Walter Diess, Erika Pluhar, Hanns Ernst Jäger, Horst Tappert, Harry Meyen, Lukas Ammann, Ruth Leuwerik, Klaus Löwitsch und Sonja Ziemann.
Auch für junge Schauspieler war die Mitwirkung in einer Folge einer der ersten Karriereschritte, beispielsweise Martin Semmelrogge, Gaby Dohm, Diana Körner, Margarethe von Trotta, Hannelore Elsner, Dieter Schidor, Thomas Fritsch, Helga Anders, Dunja Rajter, Simone Rethel, Monica Bleibtreu, Susanne Uhlen, Raimund Harmstorf, Thomas Ohrner, Bernd Herzsprung und Sascha Hehn.
In Folge 9 (Geld von toten Kassierern, 1969) spielt Siegfried Lowitz, der später als Der Alte selbst einen Kommissar spielte, einen haftentlassenen Bankräuber, nach dessen Methode Sparkassen ausgeraubt werden. Auch dessen spätere Serien-Assistenten-Darsteller Michael Ande und Jan Hendriks hatten große Gastrollen. In Folge 16 (Tod einer Zeugin, 1970) tritt Götz George, der spätere Tatort-Kommissar Schimanski, als verdächtiger Exfreund der ermordeten Prostituierten auf. Weitere Auftritte der beiden: 44, 55 (Lowitz) / 49, 65 (George). Ebenfalls Tatort-Kommissare wurden Klaus Schwarzkopf (Kommissar Finke aus Kiel), der in den Folgen 3 (Ratten der Großstadt), 30 (Besuch bei Alberti), 55 (Rudek) und 73 (Tod eines Landstreichers) meistens im Kreise der Tatverdächtigen zu suchen war und Klaus Höhne, der in den Folgen 14 (Das Ungeheuer) und 37 (Die andere Seite der Straße) einer der Protagonisten war. Er spielte ab 1971 den Kommissar Konrad im Tatort für den Hessischen Rundfunk.
Fritz Eckhardt trat 1970 in einer kleinen Gastrolle der Folge 28 (Drei Tote reisen nach Wien) als Oberinspektor Marek aus Wien auf, den er in insgesamt 30 Fernsehproduktionen spielte, darunter im Tatort in 13 Folgen für den Österreichischen Rundfunk, sowie in weiteren 7 Folgen mit Gastauftritten in Fällen anderer Ermittler.
Horst Tappert, der ab 1974 unter dem Namen Derrick als weiterer Serienkommissar des ZDF eingestellt wurde, spielte in Folge 21 des Kommissar einen alkoholabhängigen Fotografen und 1973 in Folge 60, Die Nacht, in der Basseck starb, den Geschäftsführer einer Nachtbar. In dieser Bar traten während der Mordermittlungen die Les Humphries Singers auf und sangen ihre Hits Mexico und Mama Loo. In Folge 55 (Rudek) spielte Sky du Mont einen Zuhälter namens Derrick.

## Episodenliste

### Zurückgezogene Episoden
Unmittelbar nach Ausstrahlung der Folge 82 Traumbilder beschwerte sich ein Gastwirt über sinkende Einnahmen. Der Grund soll ein Dialog gewesen sein, in dem ein Weingrossist sagte, der Rotkreuzplatz in München sei keine gute Gegend für ein Restaurant mit französischer Küche. Ohne Rechtsstreit verzichtete das ZDF daraufhin auf weitere Ausstrahlung und strahlte die Folge erst wieder aus, als das Restaurant nicht mehr existierte.
Unmittelbar nach Ausstrahlung der Folge 83, Das goldene Pflaster, beschwerten sich türkische Bürger und die türkische Botschaft darüber, dass einer der Täter diesmal ein Botschaftsangehöriger der türkischen Botschaft in Wien war. Des Weiteren wurde laut Produktionsleiter Harald Vohwinkel kritisiert, dass die türkischen Flüchtlinge in Lumpen gekleidet waren. Die Rechteinhaber verzichten seitdem auf weitere Ausstrahlungen, das ZDF stellt aber auf Anfrage VHS/DVD-Kopien für den privaten Gebrauch zur Verfügung.

## Rezeption
Der Kommissar hat für das deutsche Fernsehen und deutsche Krimiserien Maßstäbe gesetzt. „Für viele aus der Generation der Babyboomer war er der erste Krimi, den sie als Schulkinder im Fernsehen schauen durften. Und Erik Ode als Kommissar Herbert Keller war das Rollenvorbild für weitere stoische Ermittler wie Derrick und Der Alte“, würdigte Andreas Heimann von der dpa die Krimiserie zum 50-jährigen Jubiläum ihrer Erstausstrahlung: „Der Kommissar war großes Kino in Schwarz-Weiß und ein Straßenfeger in den Zeiten, als ein Raubmord in der Münchner Schickeria noch den Puls der Zuschauer schneller schlagen ließ. Die erste Folge hieß Toter Herr im Regen und begann mit einer langsamen Kamerafahrt über die Leiche eines Mannes. Gleich darauf war Kommissar Keller zu sehen, der zum Einsatz gerufen wird, während er sich im behaglichen Münchner Zuhause gerade über sein Briefmarkenalbum beugt.“
„In Zeiten gesellschaftlicher Umbrüche, geprägt von Studenten-Protesten und Ost-West-Annäherung, blieb Kommissar Keller für die Zuschauer ein ruhender Pol. Selbst die Täter sahen ihn oft als Beichtvater. Er war eine moralische Instanz. Auch für seine Assistenten, die ihn siezten und selbstverständlich von ihm geduzt wurden. Und die Geschlechterrollen waren noch klar verteilt […]“, so eine Würdigung im Deutschlandfunk, 40 Jahre nach Ausstrahlung der letzten Folge.
„Der Kommissar sorgte als eine Art Großvater der Nation für Recht und Ordnung in Zeiten grundlegender gesellschaftlicher Veränderungen“, erklärt die Hamburger Medienwissenschaftlerin Joan Bleicher. In vielen Folgen habe er am Ende eine Moralpredigt gehalten und vor den Gefahren der damaligen Jugendkultur gewarnt: „Die Bestrafung der Täter war auch eine Bestätigung der weiterhin gültigen konservativen Wertekonstellationen.“
„Vor 50 Jahren wurde Der Kommissar zum Straßenfeger und Erik Ode stilprägend. Dann kamen Schimanski, zunehmend seltsame Männer und endlich Ermittlerinnen“, erläuterte der Filmkritiker Tilmann P. Gangloff anlässlich des 50-jährigen Jubiläums der Erstausstrahlung. „Der von Erik Ode verkörperte Herbert Keller, ein väterlicher Beamter mit klarem Wertekompass und stets korrekt gekleidet, war als Gegenentwurf zu amerikanischen Ermittlertypen konzipiert worden.“
In der deutschen Fernsehserie Polizeiinspektion 1 spielt in der Folge Bitte ein Autogramm (Staffel 2, Folge 3) von 1978 Erik Ode sich selbst als Schauspieler. Er ist gleich zu Beginn der Episode als Darsteller in einer fiktiven Folge des Kommissars zu sehen, obwohl die Serie bereits zwei Jahre zuvor zu Ende ging. Außerdem unterhält sich Ode während einer Drehpause mit Elmar Wepper, der im Kommissar an Odes Seite einen Kriminalhauptmeister spielt und hier von ihm ebenfalls mit „Kollege“ angesprochen wird.

## DVD-Veröffentlichung
Nachdem eine Veröffentlichung der Serie auf DVD-Video an Verhandlungen mit Rechteinhabern gescheitert war, begann die Universum Film GmbH Mitte 2010 mit der schrittweisen Veröffentlichung der Serie. Neben der vom ZDF gesperrten Folge 83 (Das goldene Pflaster) sind aus rechtlichen Gründen auch die Episoden 27 (Anonymer Anruf) und 87 (Der Mord an Doktor Winter) der 97 Fernsehfilme in den vier „Kollektionen“ nicht enthalten.
- Kollektion 1 mit den Episoden 1 – 24 auf 7 DVDs erschien am 18. Juni 2010
- Kollektion 2 mit den Episoden 25 – 26, 28 – 49 auf 7 DVDs erschien am 20. August 2010
- Kollektion 3 mit den Episoden 50 – 73 auf 7 DVDs erschien am 5. November 2010
- Kollektion 4 mit den Episoden 74 – 82, 84 – 86 und 88 – 97 auf 6 DVDs erschien am 25. Februar 2011

## Parodie
1974 strahlte der ORF eine ca. 20-minütige Persiflage auf die Serie aus. Kommissar Keller wurde dabei von Fritz Muliar gespielt. Alle Hauptverdächtigen heißen darin Helmut Kringelmann (ähnlich wie der Produzent der Serie, der Helmut Ringelmann hieß) und mehrfach fällt der Satz: „Tolle Texte schreibt uns der Reinecker!“

## Auszeichnungen
- 2010: Video Champion in der Kategorie TV National für die DVD-Kollektion 1
- ca. 1970 bekam Erik Ode den Titel Ehrenkommissar der Stadt München verliehen[7]